# Jmol
Jmol — программа для просмотра структуры молекул в трёх измерениях.
Jmol используется как для учебных целей, так и при проведении научных исследований в области молекулярной биологии, химии и биохимии. Программа является свободной и открытой. Она написана на языке Java и потому является кроссплатформенной. Существует как отдельная программа, так и средства для интеграции в другое Java-приложение. Чаще всего программа используется как аплет, встраиваемый в веб-страницу. Программа позволяет строить изображения молекул несколькими способами. Jmol поддерживает большое количество форматов файлов, включая:
- Protein Data Bank (pdb)
- Crystallographic Information File (cif)
- MDL Molfile (mol)
- Chemical Markup Language (CML)
- Chemical File Format (XYZ).

## Скриншоты

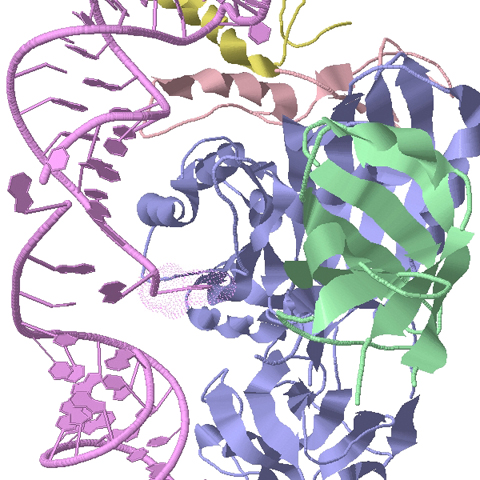
Кристаллическая структура H/ACA коробки RNP из архебактерии Pyrococcus furiosus.
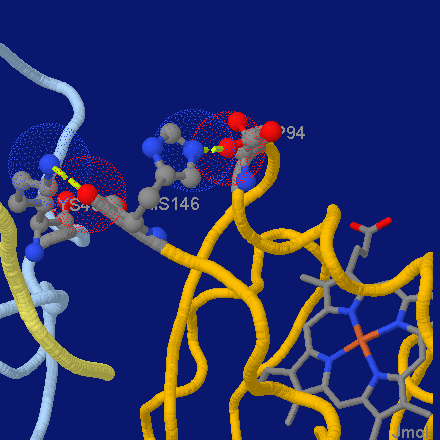
Подсвечивание двух солевых мостиков в тетрамере гемоглобина (гемо-группа изображена палочками в нижнем правом углу).
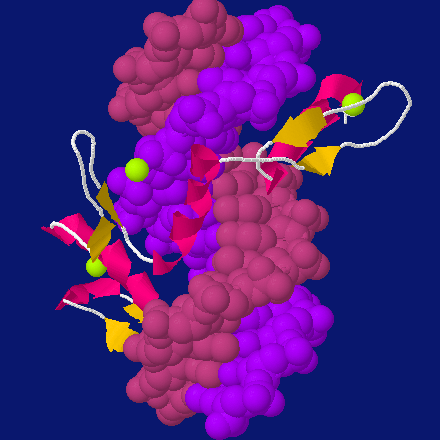
Фрагмент транскрипционного фактора TFIIIA, образующего три последовательных цинковых пальца, присоединённых к последовательности ДНК.
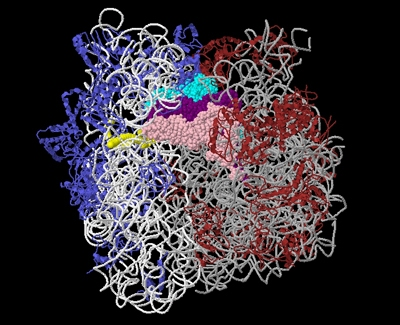
70S-субъединица рибосомы из эубактерии Thermus thermophilus.